# بنه‌عباس
بنه‌عباس، روستایی است از توابع بخش شبانکاره در شهرستان دشتستان استان بوشهر ایران.

## جمعیت
این روستا در  بخش شبانکاره  قرار داشته و براساس سرشماری سال ۱۳۸۵ جمعیت آن ۱۰۳نفر (۲۰خانوار) می‌باشد.